# Kerk van Mårup
De kerk van Mårup (Deens: Mårup Kirke) was een monumentale kerk in het noorden van Jutland in Denemarken. De kerk was gebouwd op de Lønstrupklif, aan de Noordzee, nabij het dorp Lønstrup (gemeente Hjørring). Na eeuwen van erosie was de Noordzee het kerkje dicht genaderd en in 2008 werd het kerkje gesloopt om te voorkomen dat het in zee zou storten.
De kerk van Mårup is rond 1250 in laat-romaanse stijl gebouwd. De toren was reeds in de 18e eeuw gesloopt. Op 6 december 1808 verging het Britse fregat HMS Crescent nabij de kerk. Hierbij kwamen meer dan 200 mensen om het leven. Het anker van het schip is bij de kerk geplaatst.
Tot 1926 bleef de kerk in gebruik. In dat jaar werd een nieuwe kerk geopend in Lønstrup. De oude kerk kwam op de monumentenlijst, maar werd daar echter in 2005 afgehaald omdat de situatie onhoudbaar werd. In dat jaar was de rand van de klif slechts 9 meter van de kerk verwijderd. Op Pasen 2008 is de laatste eredienst gehouden. Voorafgaand aan het besluit tot sloop vond een verhitte discussie plaats. De muren van de kerk zijn blijven staan en zullen in zee verdwijnen. Het is de bedoeling dat de kerk herbouwd wordt, maar een definitief besluit is hierover nog niet genomen (situatie december 2011).

## Afbeeldingen

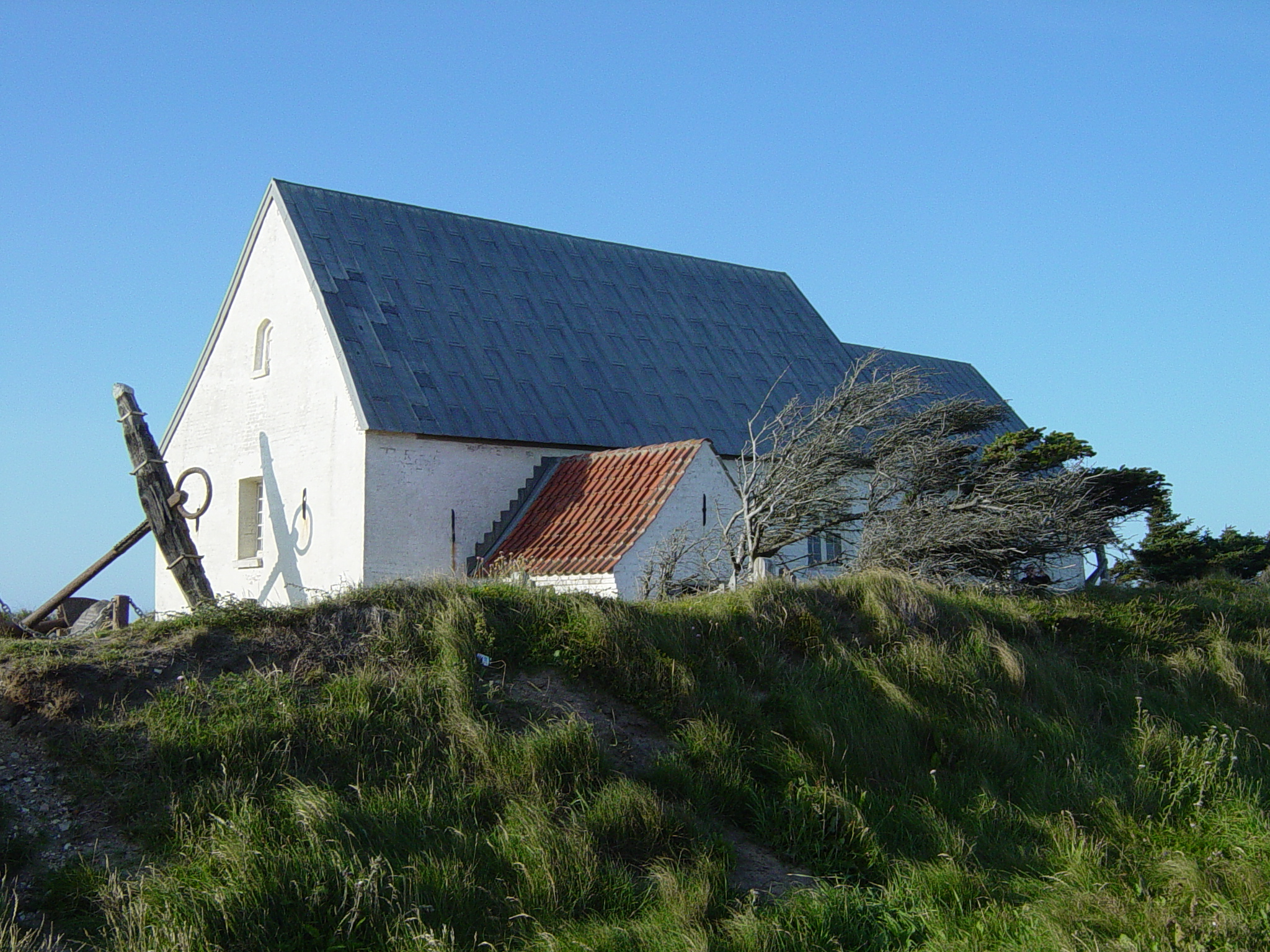
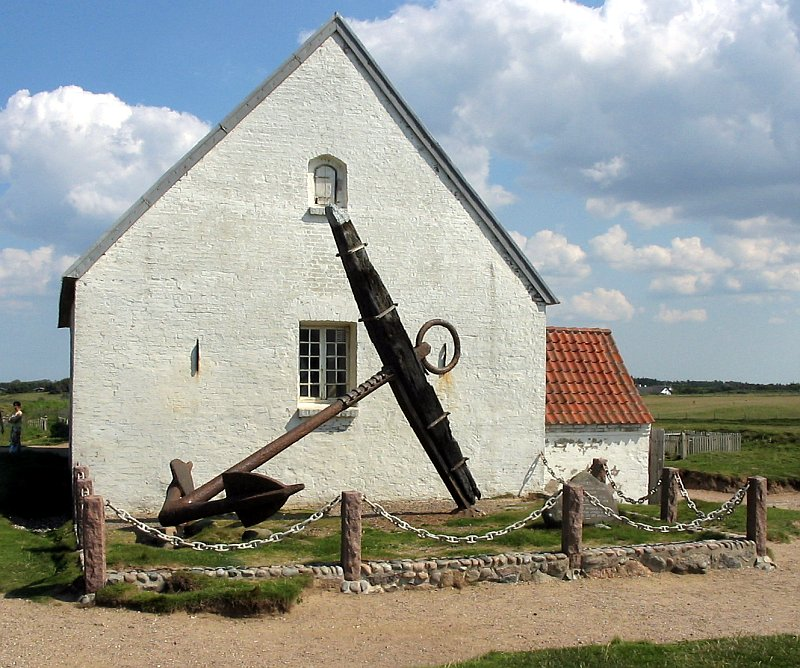
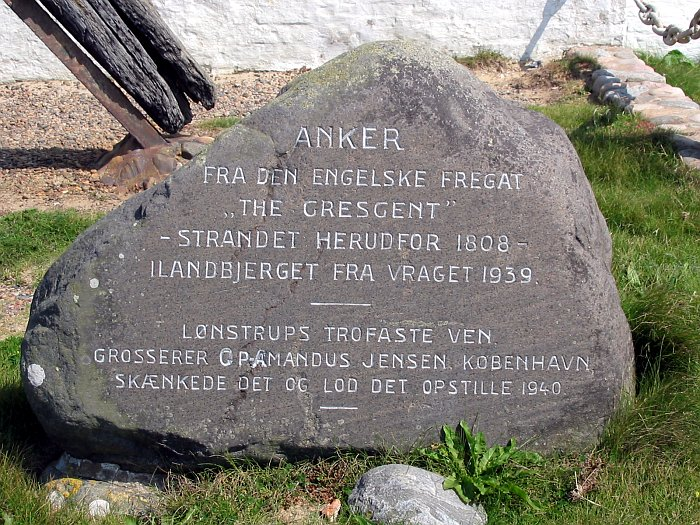
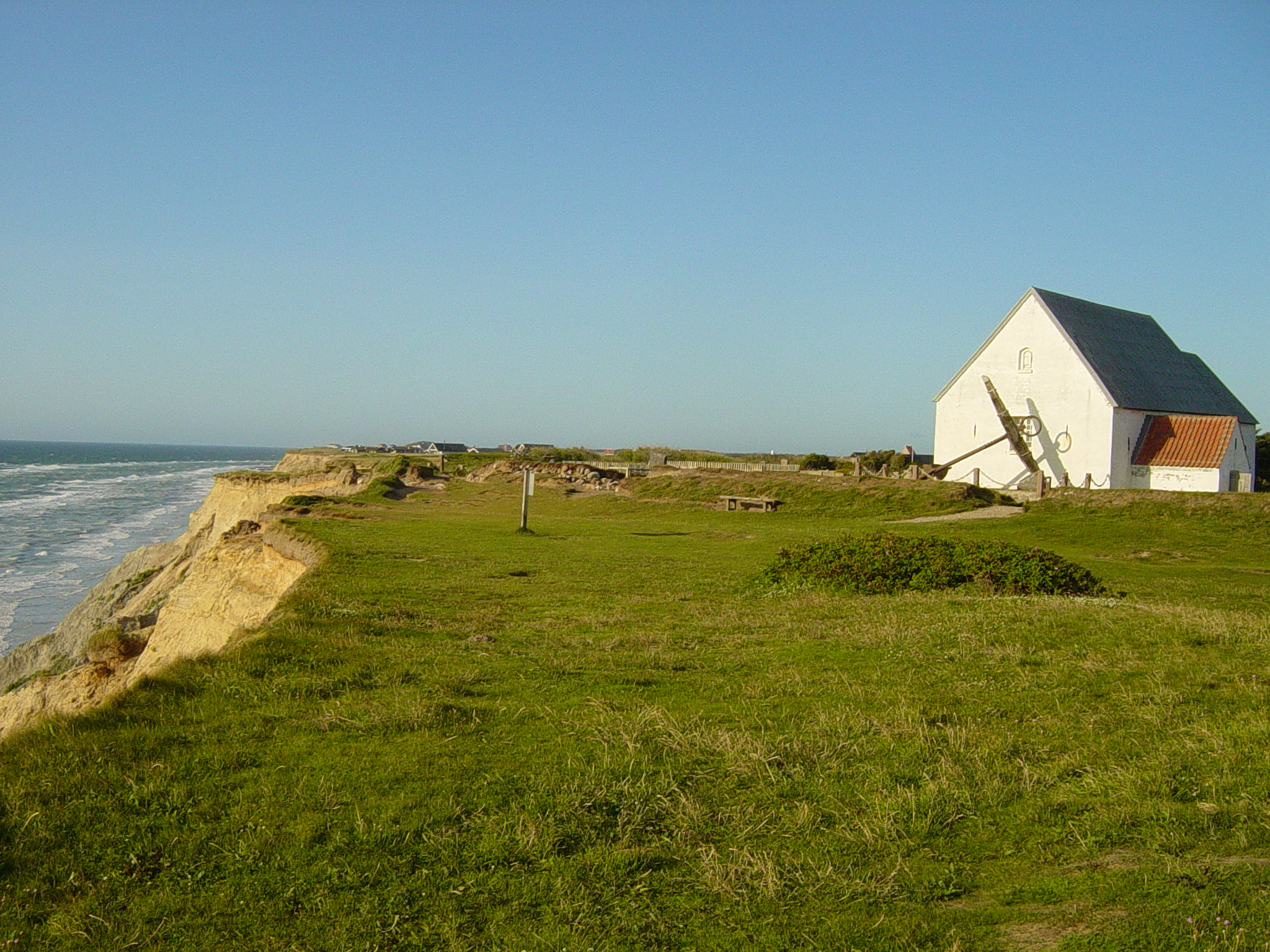
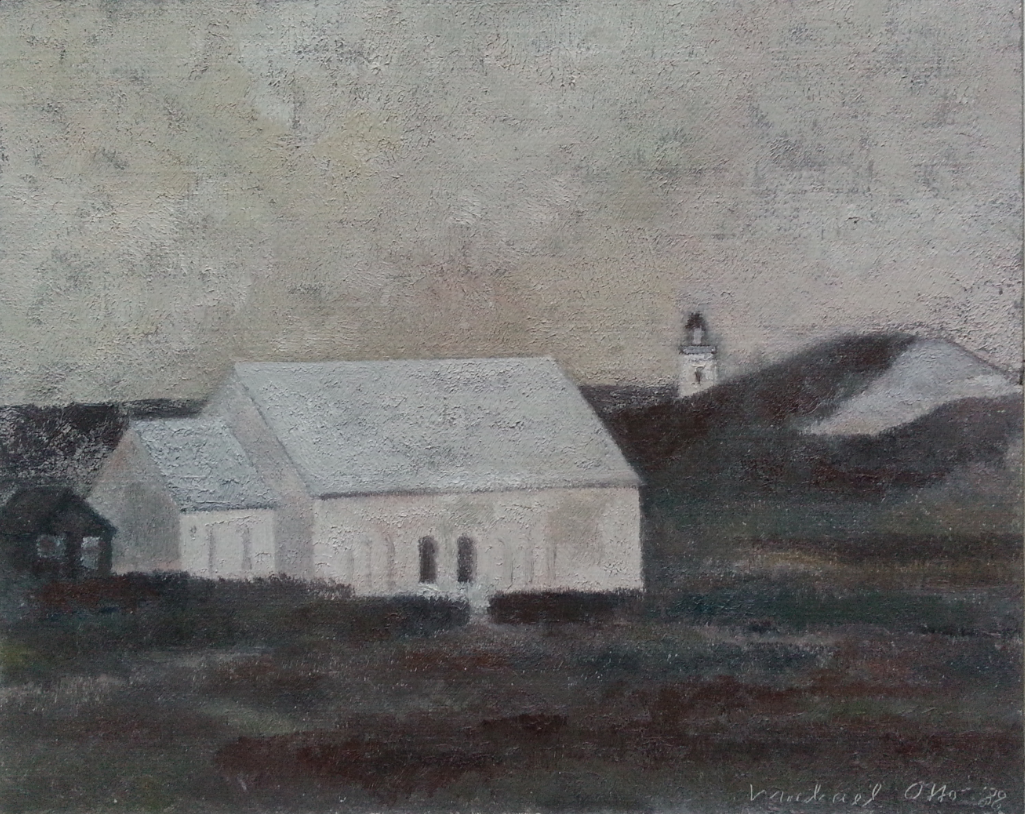